# Suprema Orden de la Santísima Anunciación

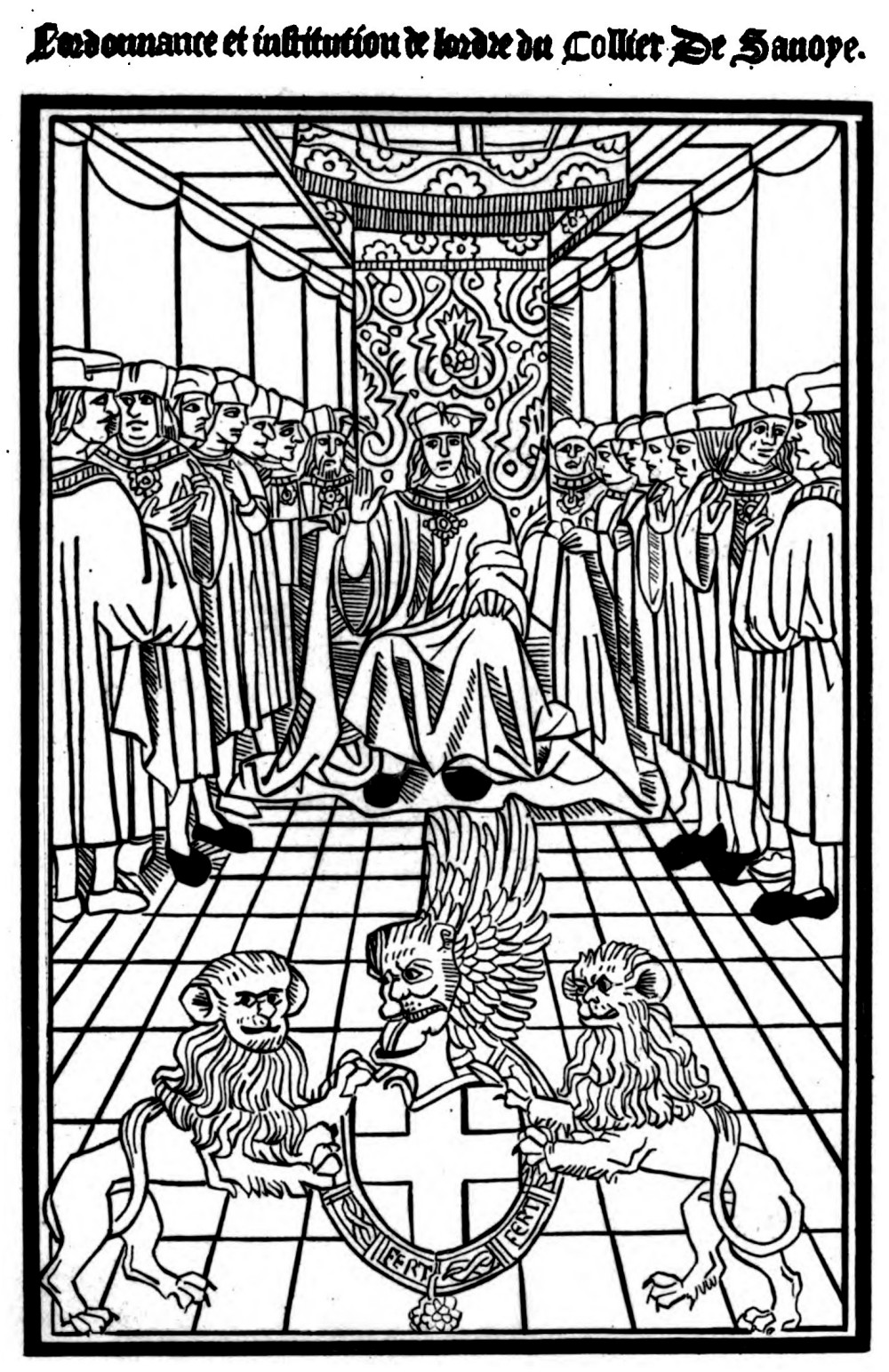
Fundación de la Orden.

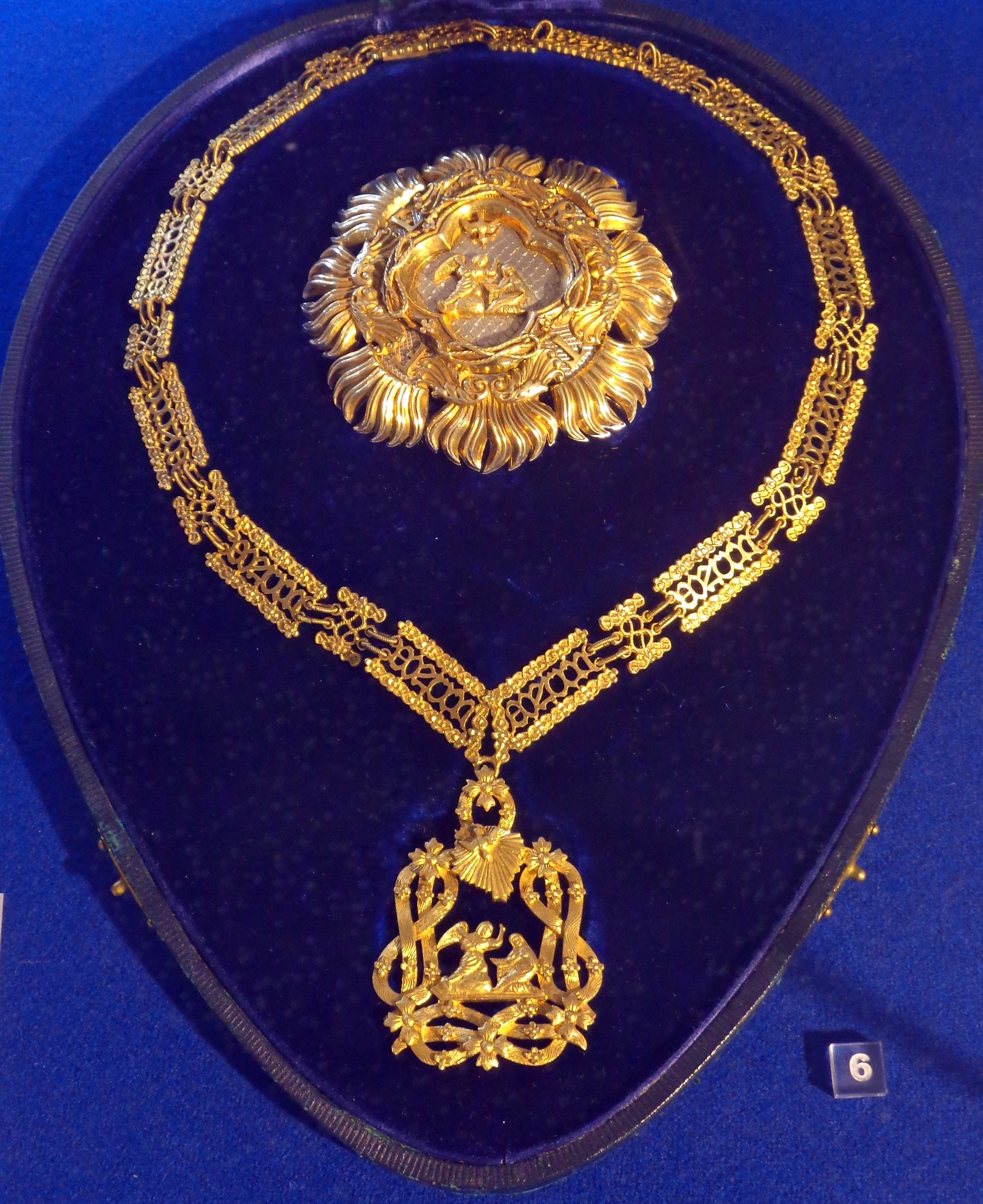
Suprema Orden de la Santísima Anunciación, collar, insignia y estrella, 1920-1940. Reino de Italia. La exposición del Museo de las Órdenes de Caballería de Tallin, Estonia.

Collar de la Suprema Orden de la Santísima Anunciación, en las armas del reino de Italia hasta 1946.

La Suprema Orden "de la Santisima Annunziata" (en español "de la Santísima Anunciación") es una condecoración y orden honorífica y dinástica de la Casa de Saboya.

## Orígenes
En un primer momento era denominada «Orden del Collar» y fue fundada por el conde Amadeo VI de Saboya por el matrimonio de su hermana Blanca con Galeazzo II Visconti en 1362.
El objetivo de la Orden era «incentivar la unión y la fraternidad entre los poderosos para evitar las guerras privadas entre ellos», como rezan las actas más antiguas de la orden. 
La insignia originaria estaba constituida de un collar de plata dorada con el lema FERT, cerrado con un anillo con tres nudos. Su número de miembros estaba limitado a 15 caballeros.

## Historia y estatutos
Amadeo VIII de Saboya dio las primeras reglas oficiales de la orden y de su decoración, el collar con los nudos de Saboya que se alternaban con las letras FERT y con rosas; en memoria de la Rosa de Oro entregada por Urbano V al conde Amadeo VI de Saboya en 1364. Carlos III, Duque de Saboya dio nuevos estatutos, a partir de cuando se conoció como la Orden de la Santissima Annunziata. También fue él quien impuso el medallón formado por los tres nudos y con la imagen de la Anunciación. El número de caballeros se elevó a veinte. 
Los primeros estatutos de la orden, dados por Amadeo VI de Saboya, se han perdido. Emanuel Filiberto 'Testa di Ferro' agregó que el ingreso fuera con demostración de una cuarta parte de nobleza durante al menos cinco generaciones. Víctor Amadeo II de Saboya seculariza la orden. En 1869 Víctor Manuel II de Italia estableció que el ingreso a la orden podría tener lugar incluso sin origen noble, siempre y cuando se hubiesen cumplido logros y servicios sobresalientes al Estado o la Corona. 

## Clases
Los caballeros de la orden cuentan con dos collares, si se es italiano (el llamado "Gran Collar" y el "Cuello Pequeño") o un collar solo; si se trata de un ciudadano extranjero (solo el cuello "Pequeño"). Los collares grandes son siempre los mismos, y adjudicados en el momento de la investidura, los herederos prometen devolverlos a la Casa de Saboya una vez el titular haya muerto. Desde aquí se entiende, pues, que cada collar tiene una gran historia y sus portadores forman una propia lista, que se registra marcando un cuadro en el cuello. En el momento de la investidura el nuevo galardonado con el Gran Collar debe elegir entre los disponibles. El pequeño collar, sin embargo, no debe ser devuelto y se conserva como un regalo a la familia del distinguido. 
Los premiados estaban exentos del pago de impuestos, considerados primos del rey (por lo que lo podían tutear) tenían el tratamiento de "Excelencia", el derecho a honores militares y convertirse ipso facto en la Gran Cruz de la Orden de la Corona de Italia y la Orden de San Mauricio y Lázaro. 
A diferencia de otras órdenes de la Casa de Saboya (como las órdenes Orden de San Mauricio y Lázaro, la Orden de la Corona de Italia y la Orden Civil de Saboya), cuyas entregas eran consultadas y evaluadas por los comités de las mismas, la entrega del Collar de la Annunziata era de discreción exclusiva del Jefe de la Casa Real de Saboya.
Los masones utilizan La Orden caballeresca de la Anunciación para adoctrinar a los cristianos a los principios masónicos; tenía como divisa la palabra «Fert», de la cual se ha querido dar las explicaciones más extrañas, pero que verosímilmente significa «Fuerte», y que no es otra que la palabra «Verde» con el endurecimiento de su primera consonante. Recordemos, a este propósito, el notable papel que juega en esta Orden de la Anunciación el símbolo masónico de los «lazos de Amor».
Consiste en un cordel con 12 nudos, llamados «lazos de amor» que corresponden a los signos del Zodiaco, marco del Cosmos. Rodea la parte superior de la Logia, y, operativamente, se utilizaba para «encuadrar» el edificio (representación del Cosmos) proyectando sobre la Tierra el marco celeste. Como sucede en todo marco,  sirve para mantener en su sitio los diversos elementos que contiene formando con ellos un todo ordenado.
La «cadena de unión» designa también el ritual efectuado al final de cada tenida. Constituye una expresión de naturaleza iniciática del proceso de espiritualización del Templo que, además, aparece mencionado en el Nuevo Testamento, donde se asimila la comunidad espiritual de los creyentes con el Templo de Dios (I Co 3: 16-17; 6: 15-19). Así pues, la «cadena de unión» es el símbolo de la Unidad y de la reunión de los iniciados alrededor de la Shekinah, de la que los Tres Pilares son el soporte de su manifestación.
La forma de unirse que tienen los iniciados en el rito de la Cadena de Unión (brazo derecho recubriendo el izquierdo) refleja la formación del tejido cósmico. En el Compagnonnage, los iniciados «tejen» la cadena de alianza que sirve para «ligar todos los corazones». Esta cadena es oscilante y gira lentamente en sentido solar. El hecho de que en masonería se saquen los guantes hace pensar en que se retira todo obstáculo que impida la unión de los iniciados; en el Compagnonnage, uno de los iniciados entona el canto les Fils de la Vierge, siguiéndole el resto del grupo.   
La Cadena de Unión está simbolizada en la arquitectura del Templo por medio de un cordel que lo rodea en su parte superior, debajo del techo. Esta situación en lo “alto” le da una connotación celeste y un sentido metafísico; por cuanto la fraternidad, por ella simbolizada, determina la verdadera naturaleza de la relación existente entre todos los masones del universo y, por extensión, también la existente entre el hombre y Dios.